# Elefantenschlacht
Die Elefantenschlacht zwischen dem Seleukidenkönig Antiochos I. und den aus Europa eingedrungenen Galatern (Kelten) fand wahrscheinlich im Jahr 268 v. Chr. in Kleinasien statt.
Nach dem Ersten Syrischen Krieg (274 bis 271 v. Chr.) wandte sich Antiochos I. den Galatern als Bedrohung zu. Die Galater ihrerseits eröffneten 268 v. Chr. eine Offensive gegen die seleukidischen Gebiete im Westen Kleinasiens. Nachdem sie bei Kelainai gestoppt worden waren, trafen sie später auf das Heer des Antiochos. Dieser war zwar numerisch unterlegen, konnte aber den Sieg durch Einsatz seiner Kriegselefanten erringen. Der Sieg des Antiochos war derart überwältigend, dass er den Galatern fortan, nach Abstimmung mit den griechischen Königen, feste Siedlungsgebiete in der nach ihnen benannten Landschaft Galatien zuweisen konnte.

Schematische Darstellung der Bewegungen der keltischen Truppen in Griechenland, Anatolien und auf dem Balkan im Verlauf der Invasionen im frühen 3. Jahrhundert vor Christus.